# Port lotniczy Christiansted
Port lotniczy Christiansted – port lotniczy dla wodnosamolotów zlokalizowany w Christiansted (Wyspy Dziewicze Stanów Zjednoczonych), na wyspie Saint Croix.

## Linie lotnicze i połączenia
- Seaborne Airlines (St. Thomas-SPB)